# 선문 (백제)
선문(宣文, ?~?)는 백제의 귀족이다.

## 생애
외교적으로 신라를 압박하기 위해 가야에 사신으로 파견되어 가야의 재건을 상의했으며, 성왕의 대가야 시책을 전달했다. 547년에는  왜에 건너가 왜왕에게 고구려 공격을 위한 지원군을 요청하고 이듬해 정월에 파병을 수락받은 뒤 귀국했다.